# MTV Europe Music Awards de 2005
O MTV Europe Music Awards 2005 foi a décima segunda edição da premiação MTV Europe Music Awards. Aconteceu no dia 3 de novembro de 2005, no Pavilhão Atlântico, em Lisboa, Portugal. O apresentador foi o ator e comediante britânico Sacha Baron Cohen, no papel de Borat Sagdiyev. Foi nesta premiação que Madonna apresentou o seu então novo single, "Hung Up", pela primeira vez.

## Nomeados e vencedores
Os vencedores estão abaixo em negrito.

### Melhor Canção
- James Blunt — "You're Beautiful"
- The Chemical Brothers — "Galvanize"
- Coldplay — "Speed of Sound"
- Gorillaz (com De La Soul) — "Feel Good Inc."
- Snoop Dogg (com Justin Timberlake e Charlie Wilson) — "Signs"

### Melhor Vídeo
- Beck Hansen — "E-Pro"
- The Chemical Brothers — "Believe"
- Gorillaz (com De La Soul) — "Feel Good Inc."
- Rammstein — "Keine Lust"
- Gwen Stefani — "What You Waiting For?"

### Melhor Álbum
- 50 Cent — The Massacre
- Coldplay — X&Y
- Green Day — American Idiot
- Gwen Stefani — Love. Angel. Music. Baby.
- U2 — How to Dismantle an Atomic Bomb

### Melhor Artista Feminina
- Mariah Carey
- Missy Elliott
- Alicia Keys
- Shakira
- Gwen Stefani

### Melhor Artista Masculino
- 50 Cent
- Eminem
- Moby
- Snoop Dogg
- Robbie Williams

### Melhor Banda
- The Black Eyed Peas
- Coldplay
- Gorillaz
- Green Day
- U2

### Artista Revelação
- Akon
- James Blunt
- Kaiser Chiefs
- Daniel Powter
- Rihanna

### Melhor Artista Pop
- The Black Eyed Peas
- Gorillaz
- Shakira
- Gwen Stefani
- Robbie Williams

### Melhor Artista Rock
- Coldplay
- Green Day
- Foo Fighters
- Franz Ferdinand
- U2

### Melhor Artista Alternativo
- Beck Hansen
- Bloc Party
- Goldfrapp
- System of a Down
- The White Stripes

### Melhor Artista R&B
- Mariah Carey
- Alicia Keys
- John Legend
- Mario
- Usher

### Melhor Artista Hip-Hop
- 50 Cent
- Akon
- Missy Elliott
- Snoop Dogg
- Kanye West

### Prémio Free Your Mind
- Bob Geldof

## Prémios regionais
Os vencedores estão abaixo em negrito.

### Melhor Artista Britânico & Irlandês
- James Blunt
- Coldplay
- Gorillaz
- Kaiser Chiefs
- Stereophonics

### Melhor Artista Dinamarquês
- Carpark North
- Mew
- Nephew
- Nik & Jay
- The Raveonettes

### Melhor Artista Finlandês
- The 69 Eyes
- Apocalyptica
- HIM
- Nightwish
- The Rasmus

### Melhor Artista Norueguês
- Ane Brun
- Thomas Dybdahl
- Marion Raven
- Röyksopp
- Turbonegro

### Melhor Artista Sueco
- The Hellacopters
- Kent
- Moneybrother
- Timbuktu
- Christian Walz

### Melhor Artista Alemão
- Beatsteaks
- Fettes Brot
- Rammstein
- Silbermond
- Wir sind Helden

### Melhor Artista Italiano
- Giorgia
- Negramaro
- Negrita
- Laura Pausini
- Francesco Renga

### Melhor Artista Neerlandês ou Belga
- Anouk
- Kane
- Gabriel Ríos
- Soulwax
- Within Temptation

### Melhor Artista Francês
- Amel Bent
- Kyo
- Raphaël Haroche
- Sinik
- Superbus

### Melhor Artista Polaco
- Abradab
- Monika Brodka
- Sidney Polak
- Sistars
- Zakopower

### Melhor Artista Espanhol
- Amaral
- El Canto Del Loco
- El Sueño de Morfeo
- Melendi
- Pereza

### Melhor Artista Russo
- Dima Bilan
- Nu Virgos
- Uma2rman
- Vyacheslav Butusov
- Zemfira

### Melhor Artista Romeno
- Akcent
- Dj Project
- Morandi
- Paraziții
- Voltaj

### Melhor Artista Português
- Blasted Mechanism
- Boss AC
- Da Weasel
- The Gift[6]
- Humanos

### Melhor Artista Adriático
- Leeloojamais
- Leut Magnetik
- Massimo Savić
- Siddharta
- Urban&4

### Melhor Artista Africano
- 2 face Idibia
- Kaysha
- Kleptomaniax
- 02
- Zamajobe

## Interpretações
- Madonna — "Hung Up"
- Coldplay — "Talk"
- Pussycat Dolls — "Don't Cha"
- Gorillaz — "Feel Good Inc."
- Akon — "Belly Dancer (Bananza)"
- Green Day — "Holiday"
- Robbie Williams — "Tripping"
- The Black Eyed Peas — "My Humps"
- Foo Fighters — "D.O.A."
- Shakira — "Don't Bother"
- System of a Down — "B.Y.O.B."

## Apresentadores
- Anastacia — Apresentou o Melhor Álbum
- Sugababes — Apresentou o Melhor Artista Pop
- Sean Paul — Apresentou o Melhor Artista Hip-Hop
- Luís Figo e Nuno Gomes — Apresentaram o Melhor Artista Rock
- Jared Leto — Apresentou o Melhor Artista Alternativo
- Craig David — Apresentou o Melhor Artista R&B
- Nelly Furtado e Shaggy — Apresentaram o Melhor Vídeo
- John Legend — Apresentou a Melhor Artista Feminina
- Madonna — Apresentou o Prémio Free Your Mind
- t.A.T.u. — Apresentou o Melhor Artista Masculino
- Gael García Bernal e Diego Luna — Apresentaram o Melhor Artista Revelação
- Borat e Brittany Murphy — Introduziram a cantora Alison Goldfrapp da banda Goldfrapp
- Alison Goldfrapp — Apresentou a Melhor Canção
- Borat e Brittany Murphy — Introduziram a cantora Shakira
- Brittany Murphy — Apresentou a Melhor Banda